# حادث إطلاق النار في واشنطن 2025
وقع إطلاق نار بالقرب من المتحف اليهودي الوطني في واشنطن العاصمة في 21 مايو 2025،. حيث أطلق مسلح النار خارج المتحف خلال فعالية "استقبال الدبلوماسيين الشباب" التي استضافتها اللجنة اليهودية الأمريكية، مما أسفر عن مقتل اثنين من موظفي سفارة إسرائيل.
الضحيتان هما زوجان يهوديان شابان يارون ليشينسكي، إسرائيلي الجنسية، وسارة ميلغريم، أمريكية يهودية وكانا يحضران هذا الحدث الذي يهدف إلى تعزيز الوحدة بين الشباب اليهود المحترفين والمجتمع الدبلوماسي.
المشتبه به، إلياس رودريغيز، رجل يبلغ من العمر 30 عامًا من شيكاغو، أوقفهُ طاقم الأمن في الفعالية، وورد أنه هتف أثناء احتجازه: "حرّروا، حرّروا فلسطين!" وكان رودريغيز مرتبطًا سابقًا بحزب "الاشتراكية والتحرير" اليساري، وشارك في احتجاجات في شيكاغو.

## الحادث
وفقًا لما ذكرته رئيسة قسم شرطة العاصمة باميلا سميث، فإن المشتبه به الذي قُبض عليه في مكان الحادث كان يتجول خارج متحف "ليليان وآلبرت سمول اليهودي الوطني" قبل تنفيذ الهجوم. وكان المتحف يحتضن مؤتمرًا استضافته اللجنة اليهودية الأمريكية (AJC) للشباب المحترفين تحت عنوان "استقبال الدبلوماسيين الشباب.
ووفقًا للدعوة، كان الهدف من التجمع هو جمع "الشباب اليهود المحترفين والمجتمع الدبلوماسي في العاصمة في أمسية مخصصة لتعزيز الوحدة والاحتفاء بالتراث اليهودي". وقد وصفت اللجنة الحدث بأنه حفل استقبال بكوكتيل للمحترفين والدبلوماسيين يركّز على الدبلوماسية الإنسانية في منطقة الشرق الأوسط وشمال إفريقيا.
وصرّح جو جو كالين، عضو مجلس إدارة اللجنة اليهودية الأمريكية والمنظم للحدث، أن الغرض منه كان بناء تحالف لدعم سكان غزة وسط الحرب الجارية.
في حوالي الساعة 9:08 مساءً يوم 21 مايو 2025، أطلق المشتبه بهِ النار من مسدس على أربعة أشخاص. وقد قُتل كل من يارون ليشينسكي وسارة ميلغريم، وهما زوجان يعملان كمساعدين في سفارة إسرائيل، أثناء مغادرتهما المتحف.
ووفقًا لما ذكره سميث، دخل المشتبه بهِ المتحف بعد إطلاق النار، وأوقف من قبل طاقم الأمن قبل احتجازه. وقد سمح لهُ بالدخول من قبل حارس الأمن الذي ظن أنه كان أحد المارة الأبرياء، وأفاد شهود عيان داخل المتحف أن المشتبه به بدا مضطربًا في حالة من الضيق، وتمت مساعدته في البداية وإعطاؤه الماء قبل أن يعرّف نفسه بأنه مطلق النار ويطلب حضور الشرطة. واقتيد إلى الحجز. وأظهرت مقاطع فيديو من شهود عيان المشتبه به وهو يهتف "حرروا فلسطين" و"حرروا فلسطين، حرروا فلسطين" أثناء احتجازه. وتفيد التقارير أنه تخلص من السلاح المستخدم في إطلاق النار، لكنه أخبر الشرطة لاحقًا بمكان وجوده، ثم استعادته الشرطة.

## منفذ الحادث
المشتبه بهِ إلياس رودريغيز وُلد ونشأ في شيكاغو بولاية إلينوي، وهو رجل يبلغ من العمر 30 عاماً حصل على بكالوريوس في اللغة الإنجليزية من جامعة إلينوي في شيكاغو. كان رودريغيز باحثا في التاريخ الشفوي في منظمة "صناع التاريخ" (The HistoryMakers)، حيث يعدّ مخططات بحثية مفصلة وسيرا ذاتية لقادة بارزين في المجتمع الأميركي الإفريقي. وكان يعمل كاتب محتوى لدى شركات تجارية وغير تجارية في مجال التكنولوجيا. و عرف أيضا بنشاطهِ مع حزب الاشتراكية والتحرير وانخراطه في حركة "حياة السود مهمة" 
وتشير التقارير الأولية إلى أن رودريغيز لم يكن لهُ أي سوابق أو تهم جنائية أو اتصال سابق مع الشرطة.
ووفقًا لصفحته المحذوفة من موقع لينكد إن، فقد عمل سابقًا في شركات غير ربحية وعنوان البريد الإلكتروني الذي استخدمه لتسجيل الدخول إلى حساب لينكد إن، استُخدم أيضًا للتسجيل في موقع X. كما استُخدمت نفس أشكال اسم المستخدم على مواقع التواصل الاجتماعي الأخرى، مثل كلوب هاوس، الذي عرض اسم إلياس رودريغيز الكامل ووجهه. وأظهر حسابه على موقع جودريدز أنه راجع كتب عن السياسة والعبودية وتاريخ شيكاغو والماوية.
ارتبط رودريغيز لفترة وجيزة (في عام 2017) بحزب سياسي يساري هو حزب الاشتراكية والتحرير، رغم أن الحزب نفسه كتب أنه لم يكن عضوًا فيه وأنه لم يكن لهم أي اتصال به لأكثر من سبع سنوات. في عام 2017، نشرت الصحيفة الرسمية للحزب، أخبار التحرير، مقالًا يصف خطابًا لرودريغيز في مظاهرة مناهضة لأمازون. كما أشار تقرير إخباري محلي من عام 2018 إلى أن رودريغيز عضو في مجموعة احتجاجية تسمى ANSWER، وهي اختصار لعبارة "تحركوا الآن لوقف الحرب وإنهاء العنصرية". نظمت هذه المجموعة احتجاجات لدعم فلسطين.

## الضحيتان
كان الضحيتان، يارون ليشينسكي وسارة ميلغريم، زوجين. حيث كان ليشينسكي موظفًا ألمانيًا إسرائيليًا يعمل في السفارة الإسرائيلية، وكان يشغل منصب مساعد باحث، وكانت مسؤولياته تشمل رصد التطورات في الشرق الأوسط. كانت ميلغريم يهودية أمريكية تعمل في قسم الدبلوماسية العامة، مسؤولة عن العلاقات الاجتماعية. من المرجح أن الزوجين التقيا من خلال العمل في السفارة. وانتقلت ليشينسكي من نورنبرغ في بافاريا بألمانيا إلى إسرائيل في سن السادسة عشرة قبل أن تنتقل إلى واشنطن للعمل في السفارة. ووفقًا ليشيل ليتر، السفير الإسرائيلي لدى الولايات المتحدة، كان الزوجان يخططان للخطوبة في القدس في الأسبوع التالي.

## المتحف
متحف العاصمة اليهودي، الذي يضم المبنى الأصلي لمجمع قداس إسرائيل - أقدم كنيس يهودي موجود في واشنطن العاصمة. أُسس في عام 1876، وهو مؤسسة ثقافية يهودية افتتحت قبل عامين تقريبًا من الهجوم. ويقع في وسط المدينة، على بعد أقل من ميل واحد من الكابيتول هيل وحوالي 1.3 ميل (2 كم) من البيت الأبيض. وقبل الحادث بفترة وجيزة، تلقى المتحف منحة تهدف إلى تعزيز الأمن للمنظمات المحلية غير الربحية. وأعرب قادة المتحف عن مخاوفهم بشأن السلامة بسبب الهوية اليهودية للمتحف بالإضافة إلى معرض جديد للمثليين.